# Craniophora effusior
Craniophora effusior är en fjärilsart som beskrevs av Franz Dannehl 1925. Craniophora effusior ingår i släktet Craniophora och familjen nattflyn. Inga underarter finns listade i Catalogue of Life.